# Yahya ibn Mu'adh ar-Razi
Yahya ibn Mu'adh ar-Razi (arabisch یحیی بن معاذ الرازي, DMG Yaḥyā b. Muʿāḏ ar-Rāzī; persisch یحیی بن معاذ رازى, Yaḥyā b. Muʿāẕ Rāzī; † 871 in Nischapur) war ein persischer Sufi (islamischer Mystiker).

## Leben
Er stammte aus Rey (nahe dem heutigen Teheran) und lebte eine Zeit lang in Balch. Vermutlich war er der Verfasser einiger literarischer Werke und Gedichte über den Sufismus, diese Bücher scheinen jedoch verloren zu sein.
Yahya wirkte wie manche anderen Sufis als öffentlicher Prediger, doch stach er durch seine eleganten und angenehmen Aussprüche aus der großen Masse heraus, weshalb er auch den Beinamen al-wāʿiẓ (der Prediger) bekam.
Zwei seiner bekanntesten Nachfolger sind Abu Uthman al-Hiri und Yusuf ibn Husain ar-Razi.

## Privatleben
Er war Besitzer der Sängersklavin Funun, was für einen Sufi, der weltlichen Genüssen eigentlich entsagen sollte, ungewöhnlich ist.